# 이광재 (1932년)
이광재(李光宰, 1932년 ~ 2012년 8월 30일)은 대한민국의 아나운서이자 목사이다.
1956년 한국방송공사에 입사하여 임택근 아나운서와 1960년 로마 올림픽, 1964년 도쿄 올림픽을 중계하고, KBS 아나운서 실장으로 근무하였다. 1970년에 '미국의 소리'(Voice of America) 방송에 파견가서 한국어 방송에서 활동하였다. 84년 로스앤젤레스로 이주, 한인 기독교방송의 국장으로 방송 선교에 종사하다 2000년 목사 안수를 받았다.. 2012년 8월 30일, 향년 80세로 사망하였다.

## 같이 보기
- KBS저널, 2000년 1월호, "나와 KBS"
- KBS저널, 2000년 2월호, "1960년 로마 올림픽 중계방송 회상기"

## 참고
1. ↑  중년들 가슴 떨리게 하는 ‘그때 그 목소리’,주간동아,2002/06/20(339호)
2. ↑  이광재목사 “월드컵 중계마이크 한번 잡아봤으면…” 보관됨 2016-03-04 - 웨이백 머신,동아일보,2009/9/18
3. ↑  이광재 목사 별세